# Augustin Pouyer-Quertier

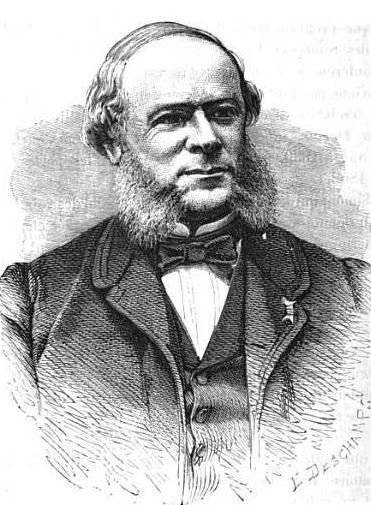
Augustin Pouyer-Quertier

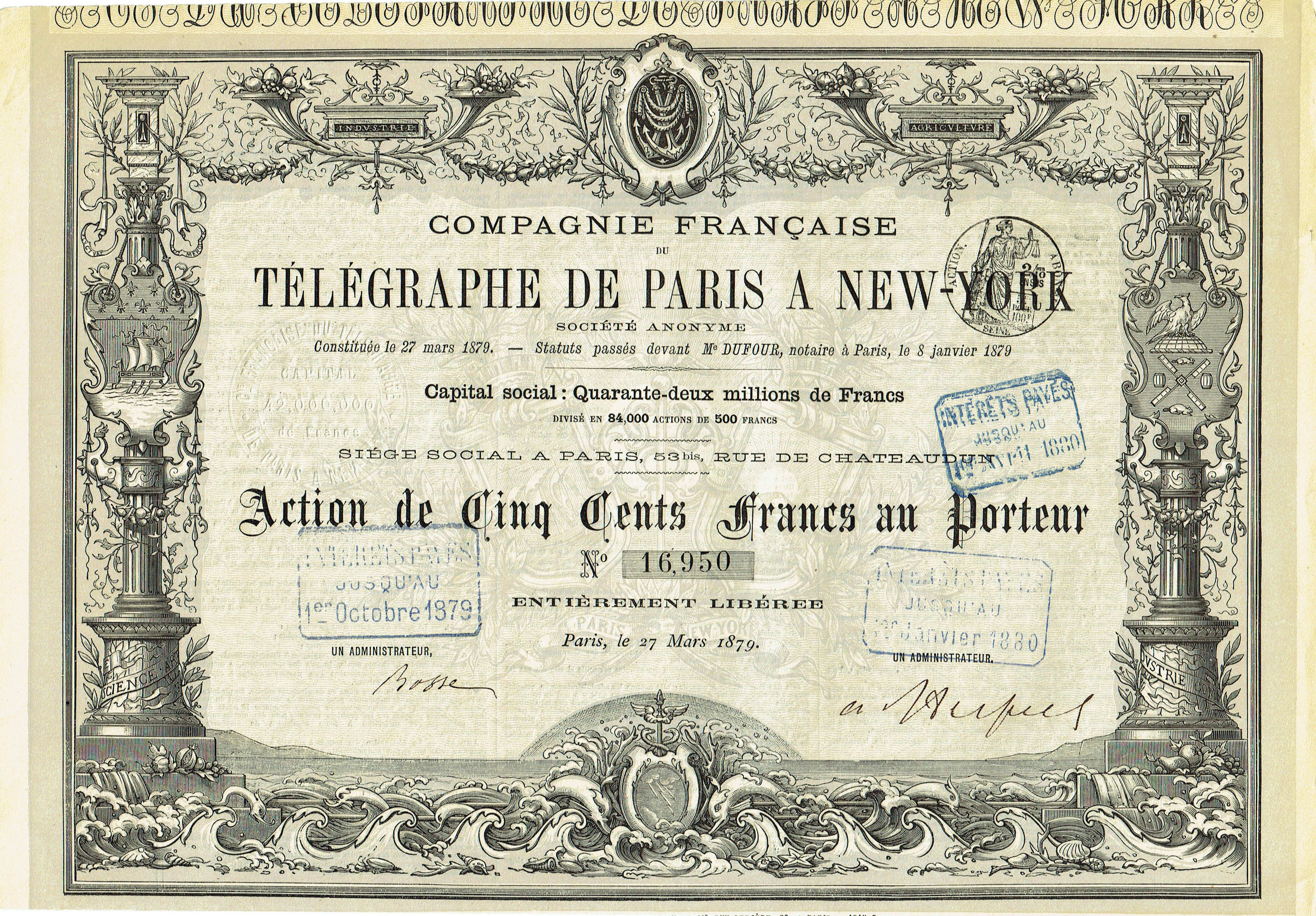
Aktie über 100 Francs der Compagnie Française du Télégraphe de Paris à New York vom 27. März 1879

Augustin Thomas Joseph Pouyer-Quertier (* 2. September 1820 in Étoutteville-en-Caux, Seine-Maritime; † 2. April 1891 in Rouen) war ein französischer Industrieller und Politiker. Vom 25. Februar 1871 bis zum 23. April 1872 war er französischer Finanzminister der Regierung Thiers.

## Leben
Pouyer-Quertier unterzeichnete am 10. Mai 1871 als Bevollmächtigter der Französischen Republik neben dem Minister für auswärtige Angelegenheiten Jules Favre und dem Mitglied der Nationalversammlung Marc-Eugène de Goulard den Vertrag auf der Friedenskonferenz in Frankfurt am Main zur Beendigung des Deutsch-Französischen Krieges 1870/71.
1879 gehörte Augustin Pouyer-Quertier zu den Mitbegründern der Compagnie Française du Télégraphe de Paris à New York, die 1895 in der Firma Société Française des Télégraphes Sous-Marins aufging. Zudem war er Präsident der Handelskammer von Rouen und Bürgermeister von Fleury-sur-Andelle.
Pouyer-Quertier war Träger des Großkreuzes der Ehrenlegion.

## Literarische Rezeption
Augustin Pouyer-Quertier ist als literarische Figur Monsieur Carré-Lamadon in die Erzählung Boule de suif von Guy de Maupassant eingegangen. Maupassant beschreibt ihn parodistisch überzeichnet als einen herablassenden und egoistischen Spießbürger und wohlfeilen politischen Karrieristen, der sich, als Anführer einer Gefälligkeitsopposition (opposition bienveillante) im Second Empire, seine spätere Regierungsbeteiligung teuer und mit ritterlicher Geste abkaufen ließ.